# Батабат
Батабат (азерб. Batabat) — гірське озеро Закавказзя.
Розташоване в Азербайджані, в горах Шахбузького району Нахічеванської Автономної Республіки по правому березі верхів'я річки Нахічеванчай, на захід від Біченацького перевалу. Озеро розташоване на висоті 2113 м над рівнем моря в оточенні альпійських лугів, неподалік від витоків річки Кюкючай (притоки річки Нахічеванчай). Озеро примітне плаваючим торф'яним островом. Поряд близько Батабата розташована Батабатська астрофізична обсерваторія і озеро Ганлигель. На озері є загата. Входить до складу Шахбузького заповідника.

## Галерея

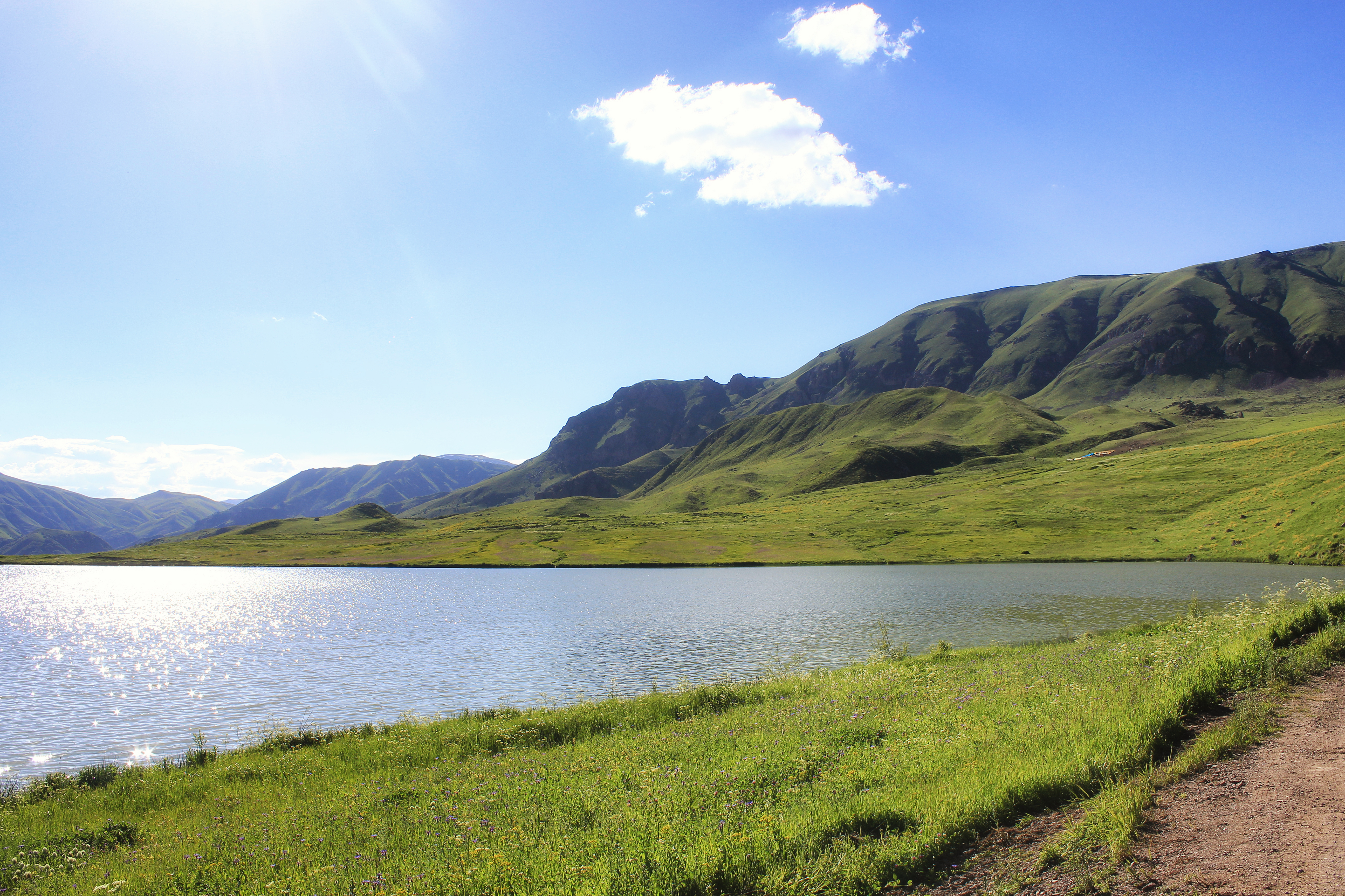
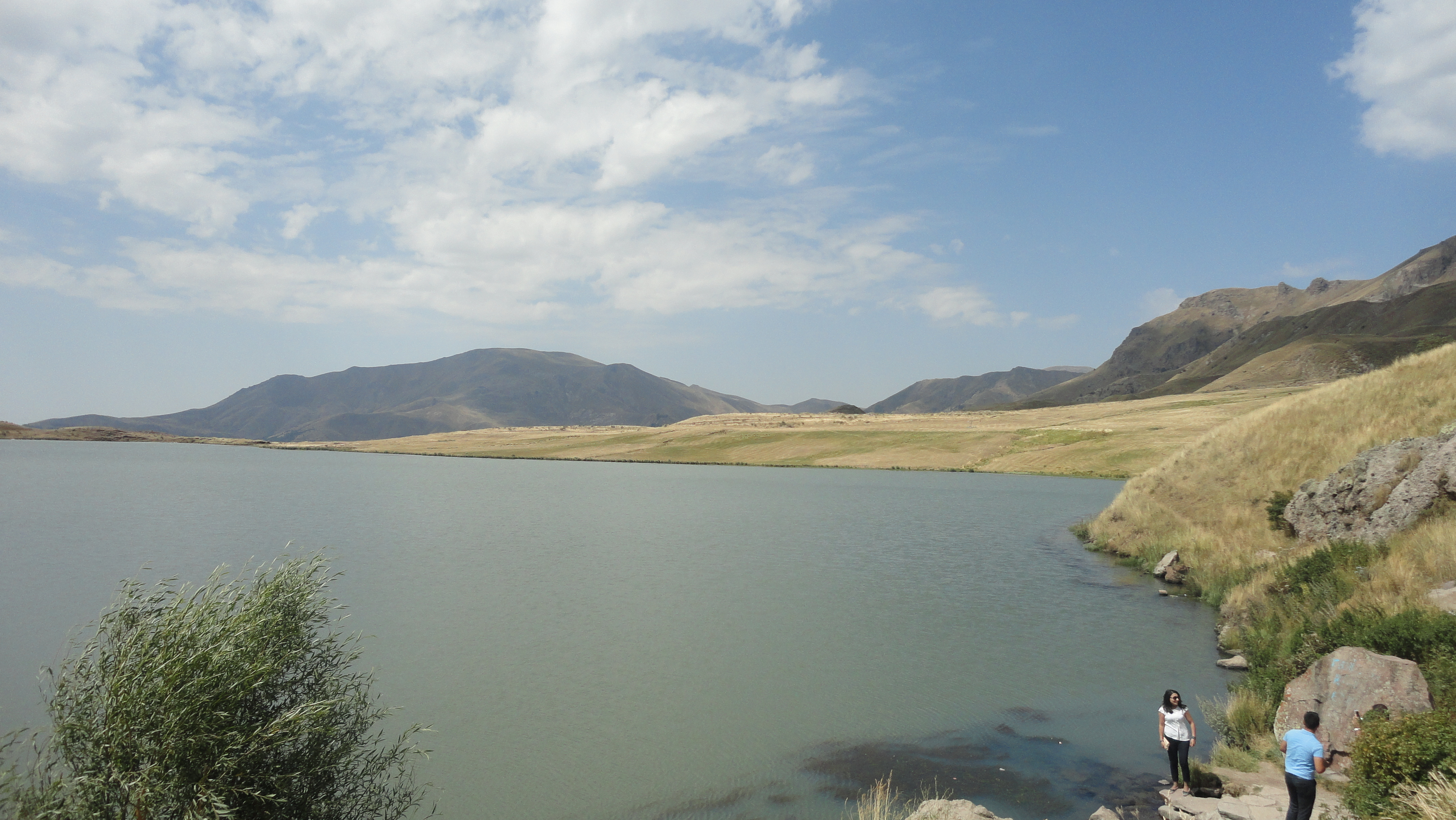
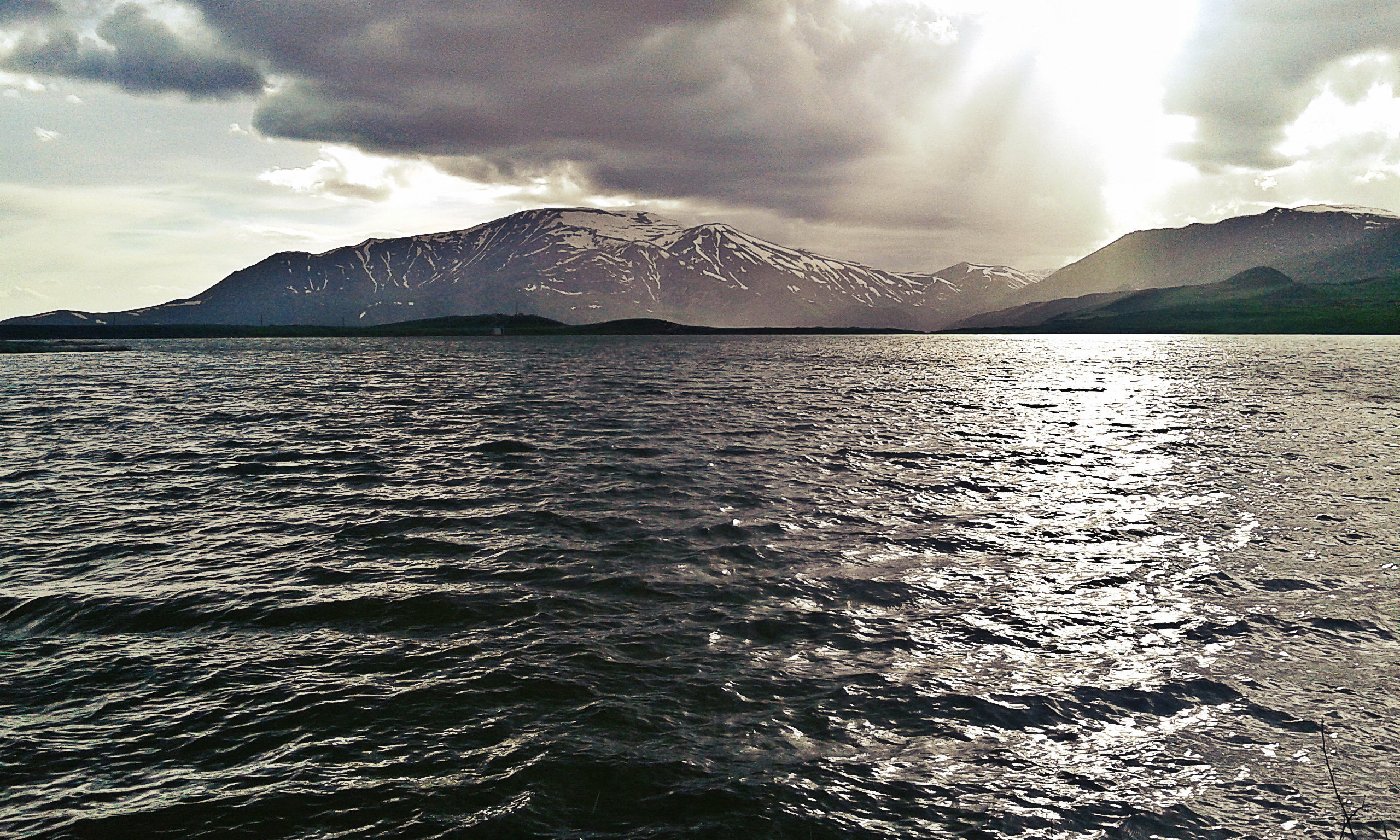
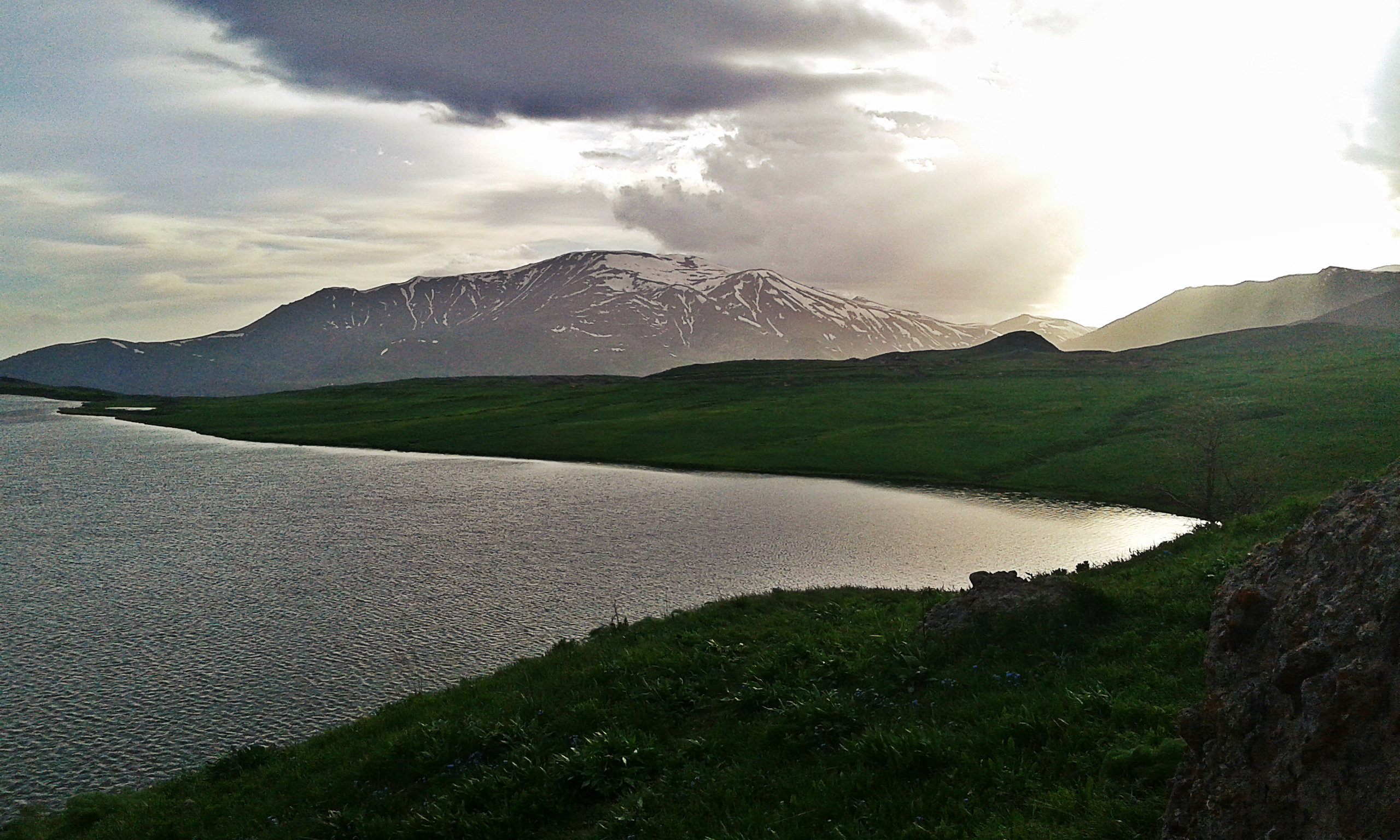
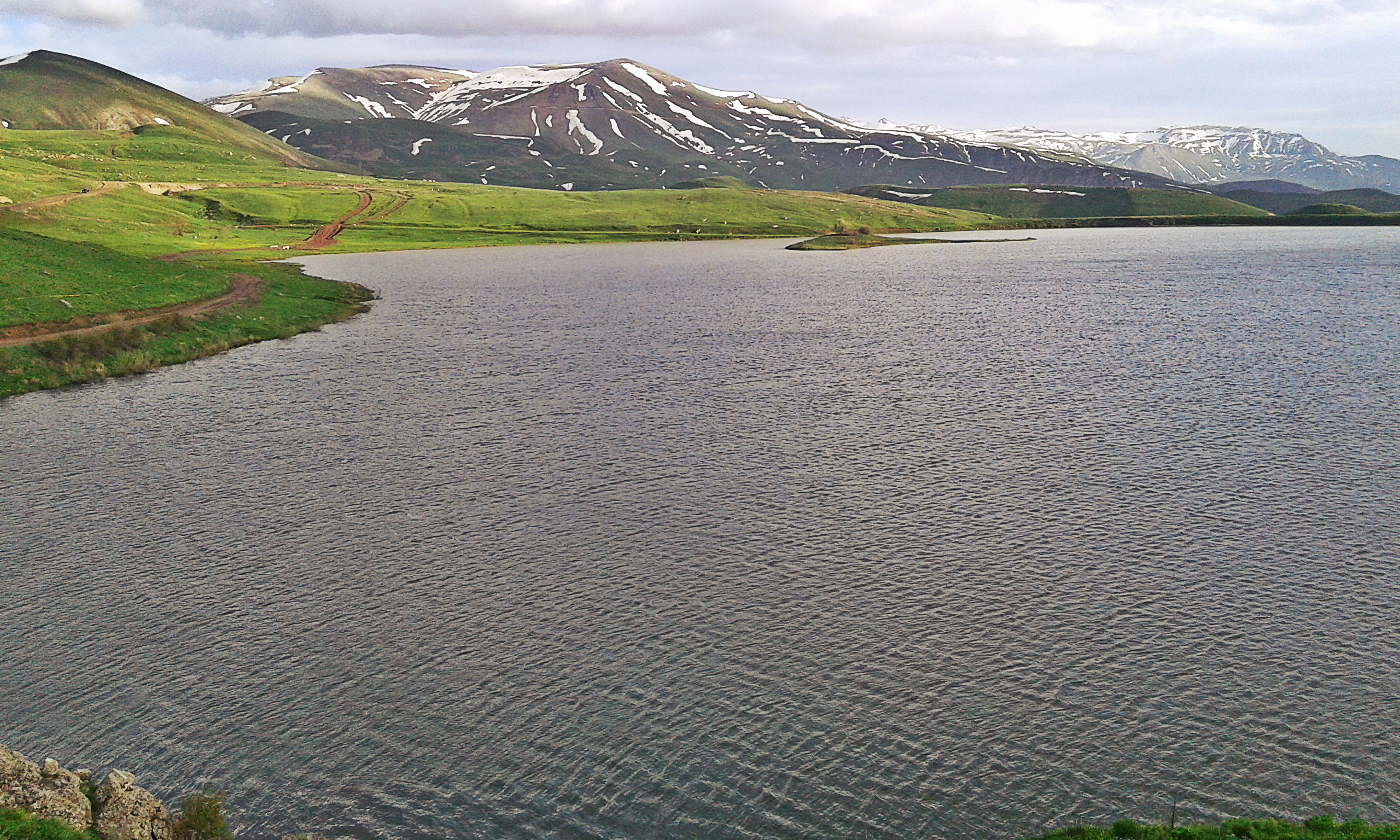
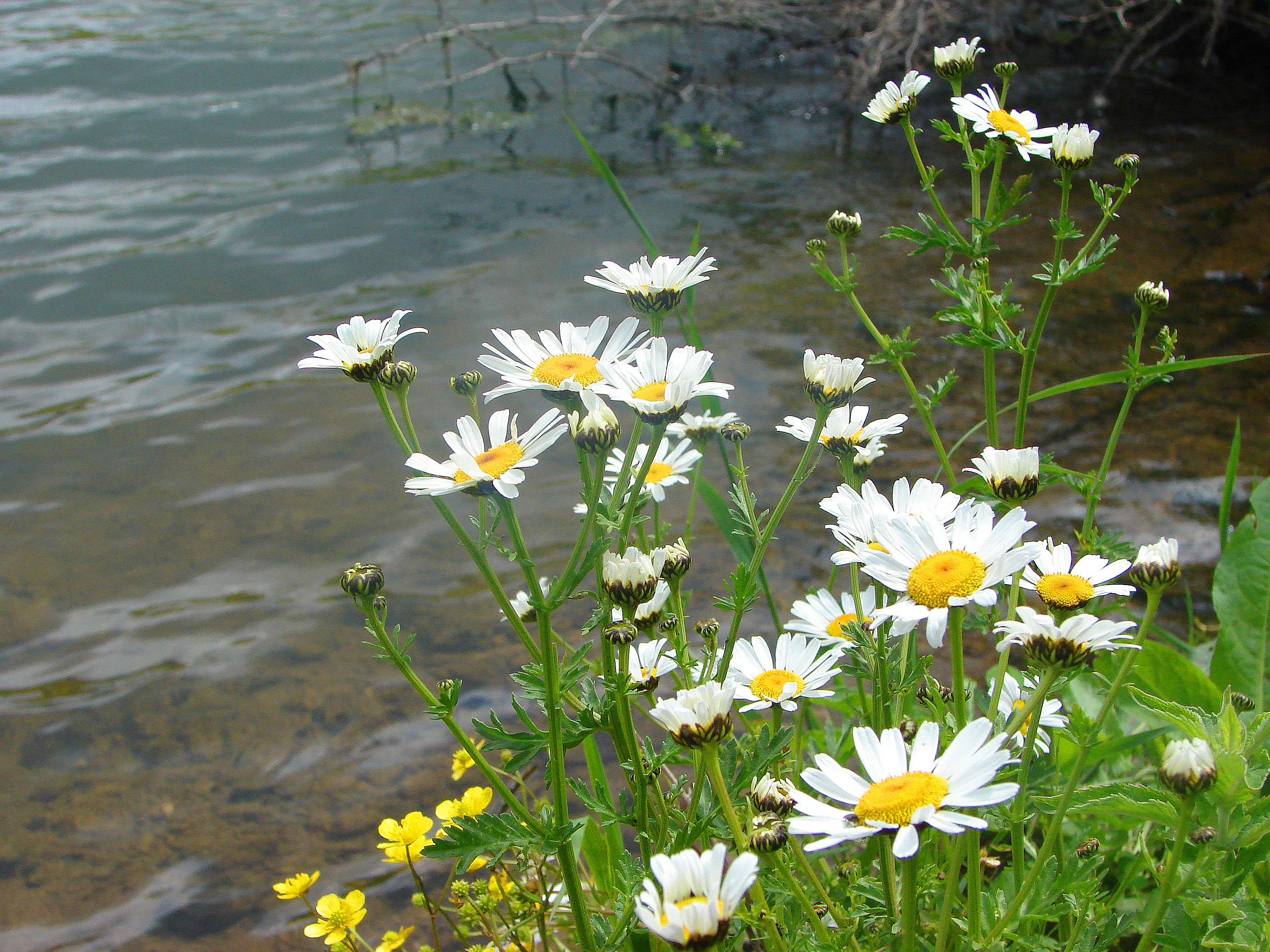
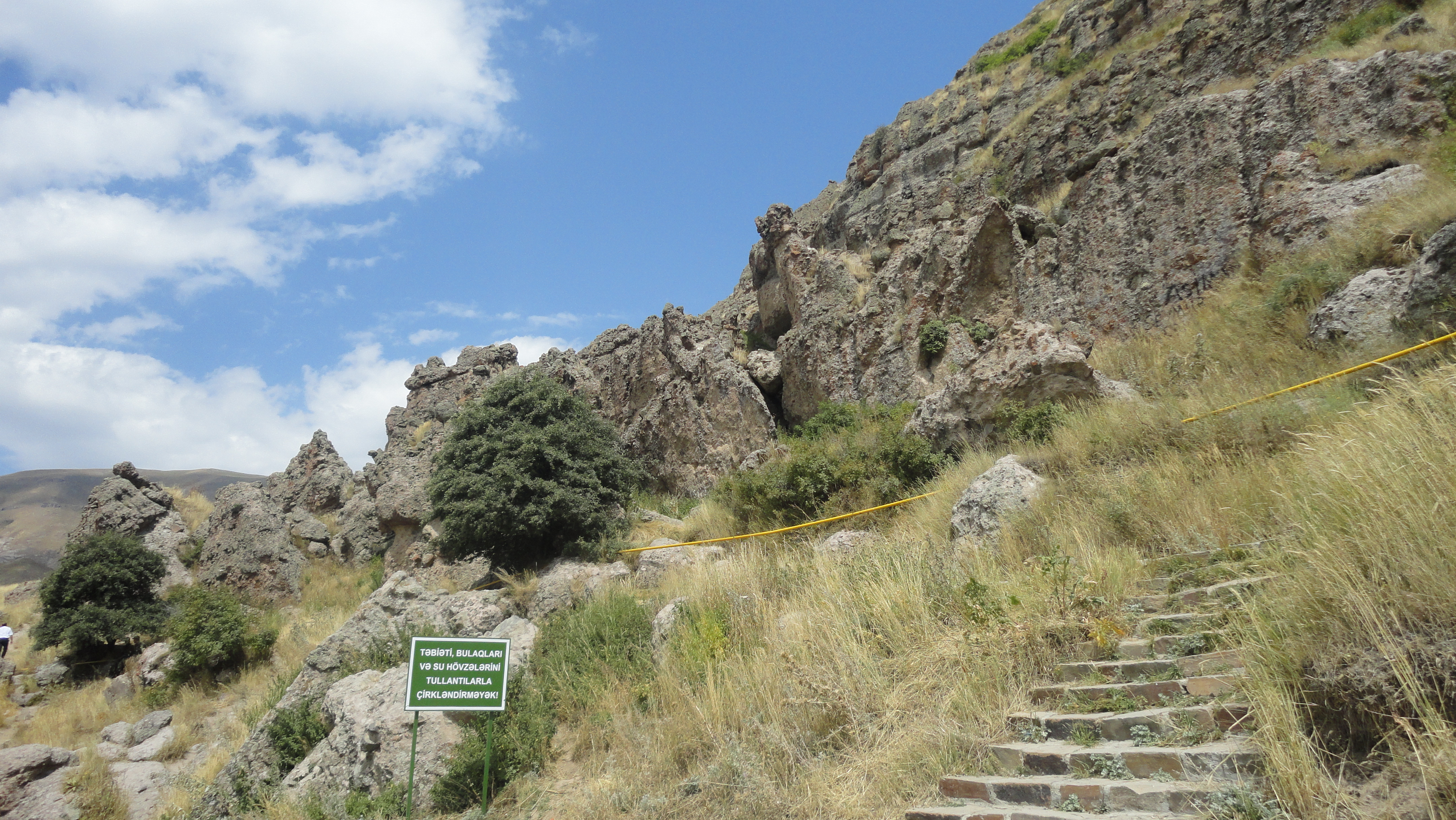